# Связка, подвешивающая двенадцатиперстную кишку
Связка, подвешивающая двенадцатиперстную кишку (лат. ligamentum suspensorium duodeni) соединяет двенадцатиперстную кишку с диафрагмой. Синонимы: связка Трейтца, мышца, подвешивающая двенадцатиперстную кишку. Она содержит тонкие тяжи скелетных мышц диафрагмы и фиброзно-мышечные тяжи гладких мышц от горизонтальной и восходящей частей двенадцатиперстной кишки. Когда эти мышцы сокращаются, связка Трейтца расширяет угол дуоденоеюнального изгиба, что позволяет продвигаться кишечному содержимому. Берёт своё начало из кольцевой мускулатуры кишки в области двенадцатиперстно-тощекишечного изгиба, прикрепляется у корня верхней брыжеечной артерии, чревного ствола и правых ножек диафрагмы. В хирургии используется как ориентир для разделения брюшной полости на верхний и нижний отдел.